# キルヒヴァルゼーデ
キルヒヴァルゼーデ (ドイツ語: Kirchwalsede) は、ドイツ連邦共和国ニーダーザクセン州のローテンブルク（ヴュンメ）郡に属す町村（以下、本項では便宜上「町」と記述する）で、ザムトゲマインデ・ボテルを構成する町村の一つである。

## 地理

### 位置
キルヒヴァルゼーデはローテンブルク (ヴュンメ)、フィッセルヘーヴェデ、フェルデン (アラー)の三都市の中間に位置する。最も近いのは12.3kmのローテンブルク (ヴュンメ)である。キルヒヴァルゼーデはザムトゲマインデ・ボテルで最も広い町である。

### 町の構成
キルヒヴァルゼーデは以下の集落からなる。
- キルヒヴァルゼーデ
- リーケンボステル
- ヴァイセンモーア
- フェダーローミューレ
- デュンステルンハイデの一部（のこりはフィッセルヘーヴェデのヴィットルフ区に属す）

## 歴史
「ヴァルゼーデ」という名前の由来は、現在も流れているフールバッハ川の古名「ヴァルゼ川」に由来する。語尾の -sede は固有名詞学上、1世紀から5世紀に成立した村落に特徴的な語尾であり、その後に創設された娘集落であるヴェスターヴァルゼーデやジューダーヴァルゼーデなどにもつけられている。
ヴェスターヴァルゼーデは1231年、ジューダーヴァルゼーデおよびヴァルゼーデは1320年頃にフェルデン司教領に編入された。
現在のキルヒヴァルゼーデという名前は17世紀末頃までに習慣的名称から固定された。ヴェスターヴァルゼーデ、ジューダーヴァルゼーデの他、現在はフェルデン郡の単一町村であるキルヒリンテルンに属すオーデヴェク、シャフヴィンケルが同じ主任司祭管区に属していた。1567年にエーバーハルト・フォン・ホレが宗教改革をもたらした。1629年の皇帝の復旧勅令により2年間だけカトリックに復帰したが、結局プロテスタントの信仰に戻った。1628年にペスト禍を受け、わずかに3組の夫婦だけがこの病気から逃れ、生き延びた。
1645年にこの村落はフェルデン公領とともにスウェーデン領となった。1712年にはデンマーク領となったが、1719年にフェルデン公領は最終的にハノーファー選帝侯ゲオルク・ルートヴィヒのものとなった。1805年から1813年まで、キルヒヴァルゼーデはナポレオンの占領下にあり、ほとんどフランス領という状態であった。1813年10月12日にプロイセン軍によってフランスから解放された。その後キルヒヴァルゼーデはハノーファー王国領となった。1866年からは80年間プロイセンに属したが、この体制は戦勝国によって1946年に解体された。
1974年3月1日の市町村再編以後、キルヒヴァルゼーデとヴェスターヴァルゼーデは主にザムトゲマインデ・ボテルの行政下にある。

## 宗教
キルヒヴァルゼーデの中心に建つ聖バルトロメウス教会は荒石造りの教会として有名である。住民の多くはルター派の信者である。カトリック信者は、ブロッケル、キルヒヴァルゼーデ、フィッセルヘーヴェデで形成するフィッセルヘーヴェデ教会地域のキルヒヴァルゼーデ教会組織に属す。

## 行政

### 議会
この町の議会は、11議席からなる。

## 経済と社会資本

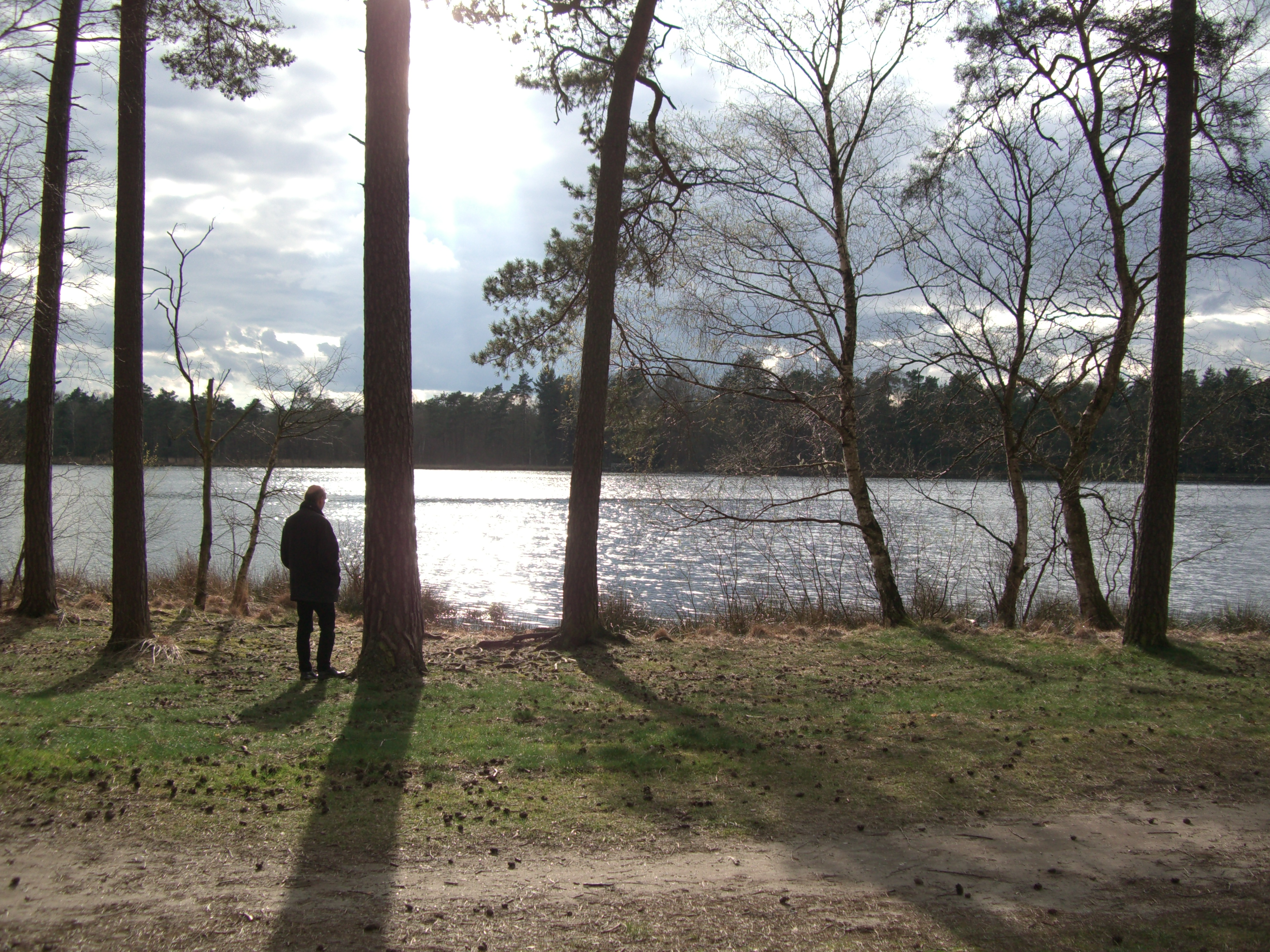
グローセ・ブレン湖

### 観光
キルヒヴァルゼーデの町内には自然のままの地域が多く残されている。たとえばキルヒヴァルゼーデには2000本以上の古木がある。町内には湿原もあるが、保養地として最も任期なのはブレン湖自然保護区である。

### 教育
キルヒヴァルゼーデには基礎課程学校が1校ある。上級の学校へ進学する者はボテル（本課程学校と実科学校）やローテンブルク (ヴュンメ)（ギムナジウム）へ通うことになる。

## 文化と見所
この町の見所には以下のものが挙げられる。
- 聖バルトロメウス教会。1170年から1180年に建造された荒石で造られた教会で、この種のものとしてはニーザーザクセン屈指の建造物の一つに数えられる。この教会の外観は町やその射撃協会の紋章に描かれている。
- グローセ・ブレン湖とクライン・ブレン湖。保養地となっている。
- フェダーローミューレの水車。375年以上前に建てられたものである。夏期（4月から9月）にはこの建物を使って結婚式を挙げることができる。

### 郷土料理
- タラス。コーヒーと穀物粉と砂糖で作る飲料。

## 引用
1. ↑  Landesamt für Statistik Niedersachsen, LSN-Online Regionaldatenbank, Tabelle A100001G: Fortschreibung des Bevölkerungsstandes, Stand 31. Dezember 2023